# Diogeniano
Diogeniano fue un gramático griego, originario de Heraclea Póntica, en el Ponto. Su vida transcurrió en el siglo II en la época del emperador Adriano. Según testimonios de Suidas, estas son sus obras: Un Diccionario, sinopsis del Léxico de Pánfilo de Alejandría; una Antología de epigramas (Ἐπιγραμμάτων ἀνθολόγιον περὶ ποταμῶν λιμνῶν κρηνῶν ὀρῶν ἀκρωρειῶν) sobre ríos, lagos y montañas y algunos tratados de geografía, con mapas de todas las ciudades del mundo.